# قلقل بلعدي
قلقل بلعدي (الاسم العلمي:Abrus baladensis) هو نوع من النباتات يتبع جنس القلقل من الفصيلة البقولية.